# Аристизабъл (остров)

Остров Аристизабъл (на английски: Aristizabal Island) е 10-ият по големина остров край западните брегове на Канада в Тихия океан. Площта му е 420 km2, която му отрежда 73-то място сред островите на Канада. Административно принадлежи към канадската провинция Британска Колумбия. Необитаем.
Островът се намира край северното крайбрежие на Британска Колумбия, на югозапад от големия остров Принсес Ройъл, от който го отделя широкият 2,4 km проток Ларедо. На юг залива Ларедо с ширина 7,3 km го отделя от по-малкия остров Суиндъл, а на север е заливът Кааманьо. На запад от остров Аристизабъл са разположени стотици малки островчета и скали, от които е отделен чрез протока Бийчамин, а още пò на запад е залива Кралица Шарлота.
Бреговата линия с дължина 171 km е неравномерно разчленена. Западното крайбрежие е силно разчленено с множество малки заливчета, полуострови, острови и скали, а източното в общи линии е праволинейно.
Релефът е предимно равнинен и слабохълмист с максимална височина от 332 m (връх Маунд Зжонстън), изпъстрен с многочислени малки езера.
Климатът е умерен, морски, влажен, предпоставка за пълноводни почти през цялата година къси реки. Голяма част от острова е покрита с гъсти иглолистни гори, които предоставят идеални условия за богат животински свят.
Островът е открит на 30 август 1792 г. от испанския морски лейтенант Джасинто Кааманьо (1759-1825) и е кръстен от него в чест на неговия приятел и колега Габриел де Аристизабъл, един от най-известните испански морски офицери по това време.
|  | Тази страница частично или изцяло представлява превод на страницата „Аристазабал (остров)“ в Уикипедия на руски. Оригиналният текст, както и този превод, са защитени от Лиценза „Криейтив Комънс – Признание – Споделяне на споделеното“, а за съдържание, създадено преди юни 2009 година – от Лиценза за свободна документация на ГНУ. Прегледайте историята на редакциите на оригиналната страница, както и на преводната страница, за да видите списъка на съавторите. ВАЖНО: Този шаблон се отнася единствено до авторските права върху съдържанието на статията. Добавянето му не отменя изискването да се посочват конкретни източници на твърденията, които да бъдат благонадеждни. |